# Championnat de France Nationale 1 de tennis de table 1990-1991
 (janvier 2024).
Si vous disposez d'ouvrages ou d'articles de référence ou si vous connaissez des sites web de qualité traitant du thème abordé ici, merci de compléter l'article en donnant les références utiles à sa vérifiabilité et en les liant à la section « Notes et références ».
 (janvier 2024).
Navigation
Nationale 2 
1989-1990 Nationale 1 
1991-1992

## Championnat Masculin

### Deuxième Phase

#### Poule B
| Cl | Équipes               | Pts | J |
| -- | --------------------- | --- | - |
| 1  | Bois-Colombes Sports  | 15  | 5 |
| 2  | TTC Nantes Atlantique | 13  | 5 |
| 3  | CAM Bordeaux          | 11  | 5 |
| 4  | CA Bègles             | 7   | 5 |
| 5  | SAG Cestas 2          | 7   | 5 |
| 6  | Chateaudun            | 7   | 5 |

#### Poule E
| Cl | Équipes                 | Pts | J |
| -- | ----------------------- | --- | - |
| 1  | 4S Tours                | 15  | 5 |
| 2  | EP Isséenne             | 11  | 5 |
| 3  | TTGF Angoulême          | 10  | 5 |
| 4  | AC Boulogne-Billancourt | 10  | 5 |
| 5  | CTT Déols               | 9   | 5 |
| 6  | Saint-Jamme             | 5   | 5 |

#### Poule G
| 1 | Draveil          | 15 | 5 | 5 | 0 | 0 |
| 2 | USM Viré         | 13 | 5 | 4 | 0 | 1 |
| 3 | AS Messine Paris | 10 | 5 | 2 | 1 | 2 |
| 4 | Avenir de Rennes | 9  | 5 | 2 | 0 | 3 |
| 5 | AG Caen          | 8  | 5 | 1 | 1 | 3 |
| 6 | GV Hennebont     | 5  | 5 | 0 | 0 | 5 |